# Lluís Bonifaç der Ältere

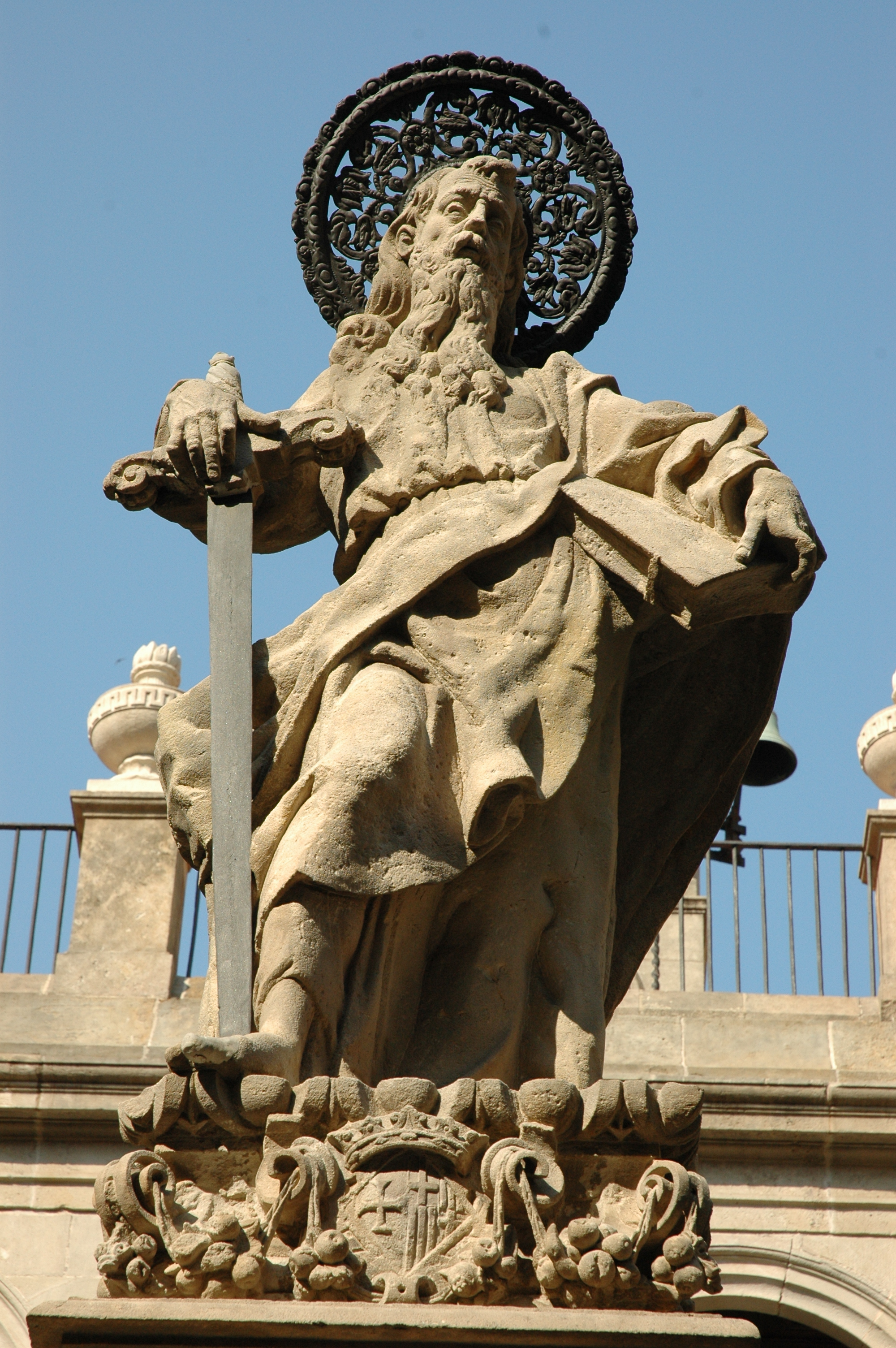
Die Figur des Sant Pau vor der Casa de Convalescència in Barcelona

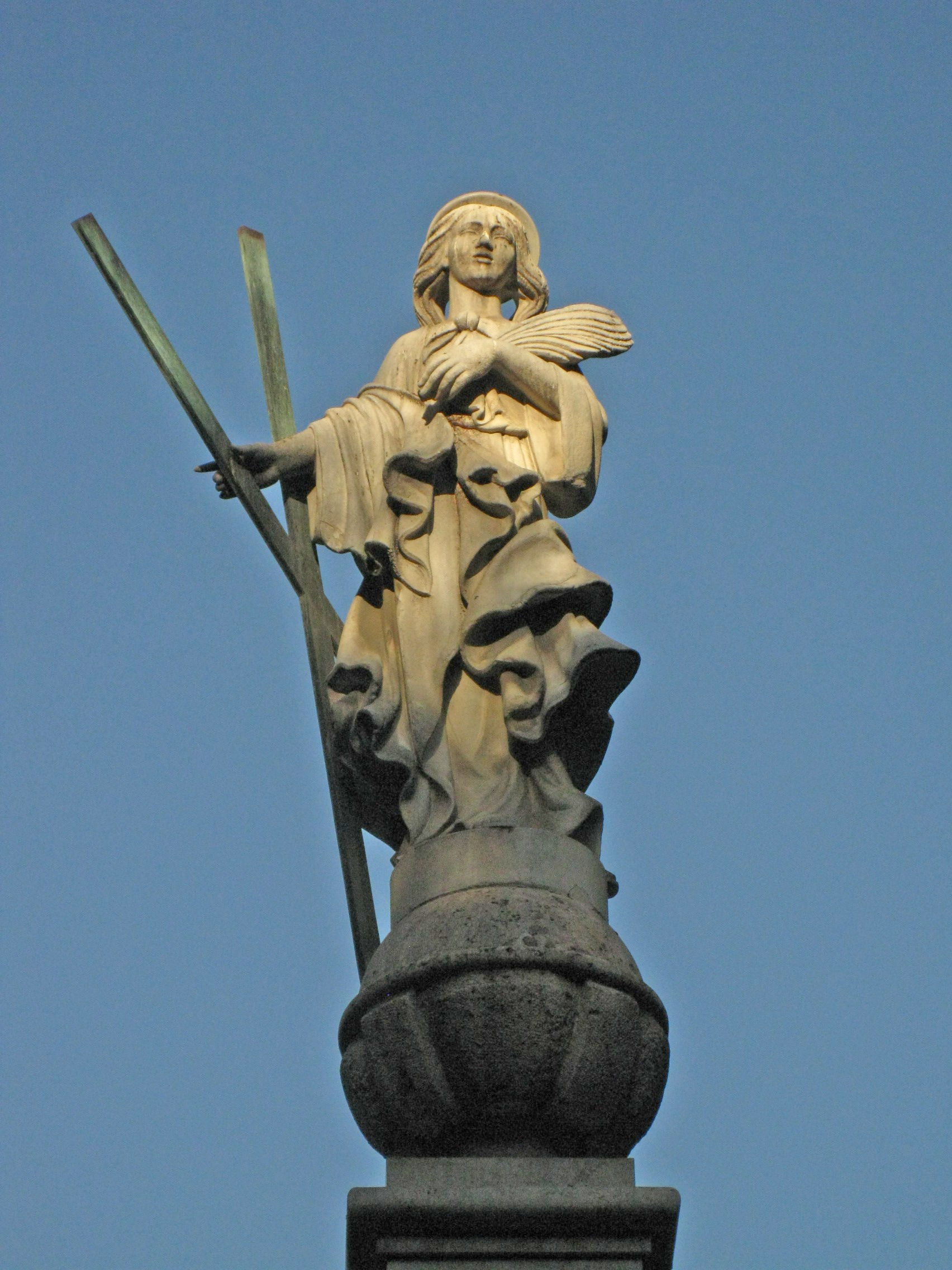
Die Heilige Eulalia auf dem Obelisken des Eulalia Brunnens in Barcelona (Kopie des Originals von Lluís Bonifaç)

Lluís Bonifaç der Ältere (* 17. Jahrhundert in Toulouse; † 13. Dezember 1697 in Riudoms) war ein französischer Bildhauer des Barock, der sich zunächst in Barcelona und später in Valls niedergelassen hatte. Er war in seiner Zeit als Bonifaci bekannt. Er war Vater des katalanischen Bildhauers Lluís Bonifaç i Sastre und wurde zum Stammvater der gesamten katalanischen Bildhauerdynastie Bonifaç.
Lluís Bonifaç starb am 13. Dezember 1697 in Riudoms, wo er am Rosario-Altar arbeitete.

## Leben und Werk
Lluís Bonifaç ließ sich mit seinem Vater Francesc, einem Leinenkämmer, in Barcelona nieder. Beide stammten aus Toulouse. Lluís Bonifaç praktizierte dort Bildhauerei. Er schuf 1678 beispielsweise die Figur des Sant Pau im Innenhof der Casa de Convalescència (Genesungshaus, heute Sitz des Institut d’Estudis Catalans) beim Hospital de la Santa Creu (von 1401 bis 1926 das Hauptkrankenhaus von Barcelona, heute der Sitz der Biblioteca de Catalunya) und 1686 die Heilige Eulalia auf dem Obelisken des Eulalia-Brunnens an der Plaça del Pedró in Barcelona.